# Radkovice u Hrotovic
Radkovice u Hrotovic település Csehországban, a Třebíči járásban. Radkovice u Hrotovic Biskupice-Pulkov, Rozkoš, Příštpo, Bačice, Myslibořice, Litovany, Jaroměřice nad Rokytnou és Krhov településekkel határos. Lakosainak száma 346 fő (2024. január 1.).

## Népesség
A település lakosságának változását az alábbi diagram mutatja:
| Lakosok száma | 378  | 457  | 481  | 405  | 357  | 315  | 318  | 326  | 305  | 346  |
|               | 1869 | 1900 | 1921 | 1961 | 1980 | 2011 | 2016 | 2019 | 2021 | 2024 |